# Bryan Gasperoni
Bryan Gasperoni (ur. 26 września 1974 w San Marino) – sanmaryński piłkarz występujący na pozycji pomocnika, reprezentant San Marino w latach 1995–2005.

## Kariera klubowa
Grę w piłkę nożną na poziomie seniorskim rozpoczął w sezonie 1995/96 w barwach klubu AC San Marino. W dalszej kolejności występował we włoskich zespołach z niższych kategorii rozgrywkowych oraz klubach z Campionato Sammarinese, kolejno: Oliviero ASAR Riccione, Valleverde Riccione FC, CBR Pietracuta, SS Murata, SP Domagnano oraz w Sportingu NovaValmarecchia.

## Kariera reprezentacyjna
11 października 1995 zadebiutował w reprezentacji San Marino w przegranym 1:3 meczu z Wyspami Owczymi w eliminacjach Mistrzostw Europy 1996. W spotkaniu tym wszedł on na boisko w 83. minucie, zastępując Paolo Montagnę. Ogółem w latach 1995–2005 zanotował w drużynie narodowej 24 występy (wszystkie zakończone porażką), nie zdobył żadnej bramki.

## Życie prywatne
Brat Alexa Gasperoniego.

## Sukcesy
SP Domagnano
- mistrzostwo San Marino: 2001/02
- Puchar San Marino: 2002
- Superpuchar San Marino: 2001

SS Murata
- mistrzostwo San Marino: 2005/06, 2006/07, 2007/08
- Puchar San Marino: 2006/07, 2007/08
- Superpuchar San Marino: 2006, 2008